# Neuquenia pallida
Espèce
Neuquenia pallida est une espèce d'araignées aranéomorphes de la famille des Amaurobiidae.

## Distribution
Cette espèce est endémique d'Argentine.

## Publication originale
- Mello-Leitão, 1940 : Arañas de la provincia de Buenos Aires y de las gobernaciones de La Pampa, Neuquén, Río Negro y Chubut. Revista del Museo de La Plata (Nueva Serie), Zoología, La Plata, vol. 2, no 9, p. 3-62.